# Stawy w Brzeszczach
Stawy w Brzeszczach este o arie protejată (arie de protecție specială avifaunistică — SPA) din Polonia întinsă pe o suprafață de 3.058,55 ha, integral pe uscat.

## Localizare
Centrul sitului Stawy w Brzeszczach este situat la coordonatele 49°59′37″N 19°06′42″E / 49.9936°N 19.1117°E.

## Înființare
Situl Stawy w Brzeszczach a fost declarat arie de protecție specială avifaunistică în noiembrie 2008 pentru a proteja 17 specii de animale.

## Biodiversitate
Situată în ecoregiunea continentală, aria protejată nu include niciun habitat protejat.
La baza desemnării sitului se află mai multe specii protejate de  păsări (17): pescăruș albastru (Alcedo atthis), rață pestriță (Anas strepera), rață-cu-cap-castaniu (Aythya ferina), rața moțată (Aythya fuligula), buhai de baltă (Botaurus stellaris), chirighiță-cu-obraz-alb (Chlidonias hybridus), chirighiță neagră (Chlidonias niger), găinușă de baltă (Gallinula chloropus), stârc pitic (Ixobrychus minutus), pescăruș-cu-cap-negru (Larus melanocephalus), pescăruș râzător (Larus ridibundus), stârc de noapte (Nycticorax nycticorax), corcodel mare (Podiceps cristatus), corcodel-cu-gât-negru (Podiceps nigricollis), chiră de baltă (Sterna hirundo), corcodel mic (Tachybaptus ruficollis), fluierarul cu picioare roșii (Tringa totanus).